# Agostino Cusani (1542-1598)
Agostino Cusani (Milão, 1542 - Milão, 20 de outubro de 1598) foi um cardeal do século XVIII

## Biografia
Nasceu em Milão em 1542, Milão. Dos marqueses de Somma. patrício milanês. Quarto dos doze filhos de Luigi Cusani e Costanza d'Adda (1) . Tio do Cardeal Alfonso Litta (1664). Outro cardeal da família foi Agostino Cusani (1712).
Obteve o doutorado in utroque iure , direito canônico e civil.
Protonotário apostólico. Referendário dos Tribunais da Assinatura Apostólica da Justiça e da Graça. Clérigo da Câmara Apostólica; depois auditor geral (2) e, finalmente, presidente.
Criado cardeal diácono no consistório de 14 de dezembro de 1588; recebeu o barrete vermelho e a diaconia de S. Adriano, em 9 de janeiro de 1589. Participou do Conclave de setembro de 1590, que elegeu o Papa Urbano VII. Participou do Conclave do outono de 1590, que elegeu o papa Gregório XIV. Optou pela ordem dos presbíteros e pelo título de S. Lorenzo em Panisperna, em 14 de janeiro de 1591. Participou do conclave de 1591, que elegeu o Papa Inocêncio IX. Participou do conclave de 1592, que elegeu o Papa Clemente VIII. Membro da Congregação para a Interpretação das Constituições do Concílio de Trento no pontificado do Papa Clemente VIII. Optou pelo título de Ss. Giovanni e Paolo, 30 de agosto de 1595. Acompanhou o Papa Clemente VIII em sua visita a Ferrara; dessa cidade, ele foi para Milão.
Morreu em Milão em 20 de outubro de 1598. Sepultado na igreja de S. Bárbara, Milão.